# Nemmeno il destino
Nemmeno il destino è un film del 2004 diretto da Daniele Gaglianone.
Il titolo del film è tratto da un verso della canzone Nessuno, scritta da Antonietta De Simone per Betty Curtis e Wilma De Angelis ed incisa anche da Mina e si rifà al libro omonimo di Gianfranco Bettin edito da Feltrinelli..
Questo film è riconosciuto come d'interesse culturale nazionale dalla Direzione generale Cinema e audiovisivo del Ministero per i beni e le attività culturali e per il turismo italiano, in base alla delibera ministeriale del 27 maggio 2002.

## Trama
Alessandro, Ferdi e Toni sono tre amici che vivono alla periferia di Torino; le loro giornata si susseguono stancamente tra fughe dalla scuola, giri in motorino, bagni nel fiume e grandi bevute. Il giorno in cui Toni decide di partire alla ricerca di una vita migliore, Ale e Ferdi si trovano ancora più soli, emarginati dai compagni di scuola e con una situazione familiare disastrata; la madre del primo è malata di mente e vive ormai nei ricordi del passato, il padre del secondo è un alcolizzato all'ultimo stadio. Entrambi i ragazzi sono costretti a vivere alla giornata, lontano dal clima cupo delle loro abitazioni, cercando il sostegno di alcune persone che li hanno presi a cuore, come il bidello della loro scuola e sua moglie. Ma il destino per Ale e Ferdi appare segnato; l'emarginazione e il degrado in cui si trovano hanno soppresso anche la più fioca speranza di poterne uscire. Infatti Ferdi muore suicida lanciandosi con il motorino da un palazzo in costruzione. Ale, in seguito alla preoccupante evoluzione della malattia di sua madre, viene portato in un centro di assistenza giovanile.

## Accoglienza

### Critica
- Agisce su un registro narrativo cangiante che passa dal naturalistico all'onirico (...) Efficace direzione degli interpreti tra cui è notevole, come madre di Ale, la cantante Lalli. Commento del dizionario Morandini che assegna al film tre stelle su cinque di giudizio.[2]
- Gaglianone sovrappone i piani narrativi, incrocia le storie e cerca di esprimere il travaglio dei protagonisti. Commento del dizionario Farinotti che assegna al film due stelle su cinque di giudizio [3]

## Riconoscimenti
- 2005 - Festival di Rotterdam
  - Tiger Award